# Nasa formosissima
Nasa formosissima är en brännreveväxtart som beskrevs av Weigend. Nasa formosissima ingår i släktet färgkronor, och familjen brännreveväxter. Inga underarter finns listade i Catalogue of Life.